# Jean Xavier Lefèvre
Jean Xavier Lefèvre (Lausanne, Suiza, 6 de marzo de 1763 -  París, 9 de noviembre de 1829) fue un clarinetista, compositor, profesor e inventor francés de origen suizo.

## Reseña biográfica
Nacido en Lausanne en 1763, desde muy joven se trasladó a París, donde transcurre la mayor parte de su vida, afectada por la revolución francesa.
Estudió clarinete en París con el famoso clarinetista Michel Yost, y tras su muerte (1786) fue ampliamente reconocido como su sucesor.
En Francia llegó a formar parte de la banda de la Guardia Nacional en 1778 (con sólo 15 años), recién creada con motivo de la revolución. En 1790 se convirtió en director adjunto de la misma, lo que le permitiría posteriormente obtener el rango de Caballero de la Legión de Honor (1814). 
En 1791 alcanzó el puesto de clarinetista principal de la Ópera de París, y primer clarinete del Emperador en la Chapelle Impérial en 1807 y en la Chapelle Royale en 1815.
Como compositor e instrumentista de clarinete, Lefèvre fue el primero que amplió el alcance o tesitura hasta los límites de su época, explotando el registro sobreagudo y los trinos utilizados en toda la extensión del instrumento. También fue un investigador en la evolución del instrumento, ya que en la última etapa de su vida añadió la llave 6, llave que se usa en el clarinete actual.
Pero principalmente se conoce a Jean Xavier Lefèvre por haber sido nombrado primer profesor de clarinete de la historia del Conservatorio de París (en el que su hermano Louis François Lefèvre también ocupó el puesto de profesor), donde desempeñó dicho puesto de profesor entre 1795 y 1825 por lo que llegó a formar como clarinetistas a la práctica totalidad de los intérpretes franceses del XIX. Tales casos son Janssen 1795/6, Péchignier 1797, Boufil 1801-1806, Crusell 1803, Buteux 1814-1819, Crépin 1816-1821, Adolphe Hugot 1817-1822 y Pierre Hugot 1820 a 1824.
Tras la revolución francesa le encargaron escribir en 1801 el método oficial de clarinete “Methode du Clarinette” de 1802 que fue utilizado por todos los instrumentistas románticos y que aún hoy en día sigue siendo utilizado en los conservatorios europeos, junto a sus famosas 12 sonatas de dificultad progresiva.

## Methode de Clarinette
El famosísimo Método de Clarinete de Lefévre ha formado parte de la formación de innumerables clarinetistas a lo largo de la historia.
Las doce sonatas de Lefévre comprendían la sección final de su famoso Método de Clarinete, publicado por el Conservatorio de París en 1802.
Las sonatas fueron originalmente publicadas para clarinete con acompañamiento de bajo. Es posible que el acompañamiento fuera concebido como uno de Chelo más que de Bajo Continuo, porque el uso ocasional de dobles notas parecía implicar doble cuerda.

## Composiciones
- Seis conciertos para clarinete y orquesta
- Seis cuartetos para clarinete y cuerda
- Seis tríos para dos clarinetes y fagot
- Seis dúos para clarinete y fagot
- Cuarenta y ocho dúos para dos clarinetes
- Methode de Clarinette
- Doce sonatas progresivas para clarinete
- Hymne à l'agriculture para coro
- Varias Marchas Militares